# Cyclograpsus sanctaecrucis
Cyclograpsus sanctaecrucis is een krabbensoort uit de familie van de Varunidae. De wetenschappelijke naam van de soort is voor het eerst geldig gepubliceerd in 1968 door Griffin.